# Río Turbio (vattendrag i Chile, Región de Coquimbo, lat -29,98, long -70,56)
Río Turbio är en  flod  i Chile.   Den ligger i regionen Región de Coquimbo, i den centrala delen av landet, 400 km norr om huvudstaden Santiago de Chile.
Omgivningen kring Río Turbio är i huvudsak ett öppet busklandskap och området är  mycket glesbefolkat, med 4 invånare per kvadratkilometer.